# Anzu wyliei
Anzu wyliei ("demonio emplumado de Wylie J. Tuttle") es la única especie conocida del género extinto Anzu de dinosaurio terópodo ovirraptorosauriano que vivió a finales del período Cretácico, hace 66 millones de años durante el Maastrichtiense, en lo que hoy es Norteamérica. Aunque se lo denomina informalmente como pollo del infierno, el nombre del dinosaurio proviene de Anzu, un pájaro-demonio de la mitología mesopotámica. La especie tipo es Anzu wyliei. Su descubrimiento fue anunciado el 19 de marzo de 2014 por un equipo conformado por científicos del Museo Nacional de Historia Natural del Smithsoniano, el Museo Carnegie de Historia Natural y la Universidad de Utah.
Sus restos fósiles, tres esqueletos incompletos, se han encontrado en la Formación Hell Creek, en Dakota del Norte y Dakota del Sur, en Estados Unidos. Un análisis filogenético inicial lo sitúa próximo a la especie Caenagnathus.

## Descripción

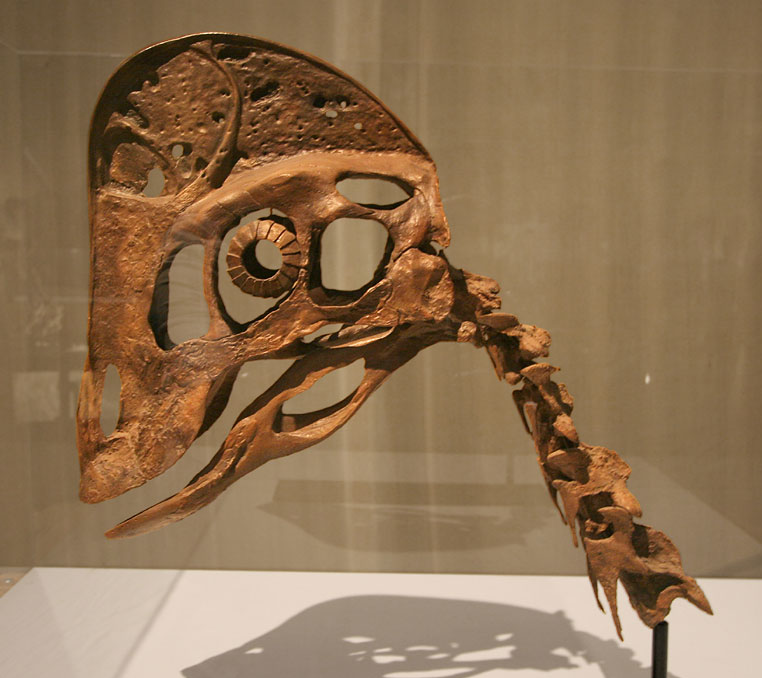
Reconstrucción del cráneo.

Anzu wyliei se caracteriza por un pico desdentado, una cresta prominente, largos brazos que terminan en unas garras delgadas y relativamente rectas, patas largas y poderosas con dedos delgados y una cola relativamente corta. En vida, el animal estaba probablemente cubierto con plumas y mediría entre 3 a 3.5 metros de longitud y un peso estimado de 200 a 300 kilogramos. Por lo tanto se encuentra entre los mayores ovirraptorosaurios conocidos y es la especie de mayor tamaño en Norteamérica, aunque el enorme ovirraptorosaurio mongol Gigantoraptor era mucho más grande.
Cuando el espécimen tipo de Anzu fue descrito, se establecieron varias autapomorfias o rasgos únicos derivados. Tienen una cresta craneana alta creciente, formada por las ramas superiores de los premaxilares. El cóndilo occipital es más ancho que el foramen magnum. La parte frontal del maxilar inferior, la cual está fusionada con su contraparte, posee un prominente flanco en su lado exterior. El proceso retroarticular, una proyección prominente en la parte posterior de la mandíbula, es alargado, casi tan largo como la superficie de la articulación mandibular. El extremo inferior del radio se divide en dos procesos redondeados. La primera falange del segundo dedo tiene una depresión a lo largo del borde inferior en su lado interno. El lado frontal del astrágalo tiene un tubérculo en la base de su proceso ascendente.
Cuatro posibles autopomorfias adicionales fueron identificadas en los especímenes referidos. El cuerpo principal del maxilar no tiene una depresión alrededor de la fenestra anteorbital. La rama nasal del maxilar es alargada y constituida como una "L" invertida. El ramo que va del yugal hacia el cuadratoyugal en la parte posterior del cráneo es alto verticalmente. Este mismo ramo se bifurca en su extremo posterior.

## Descubrimiento e investigación

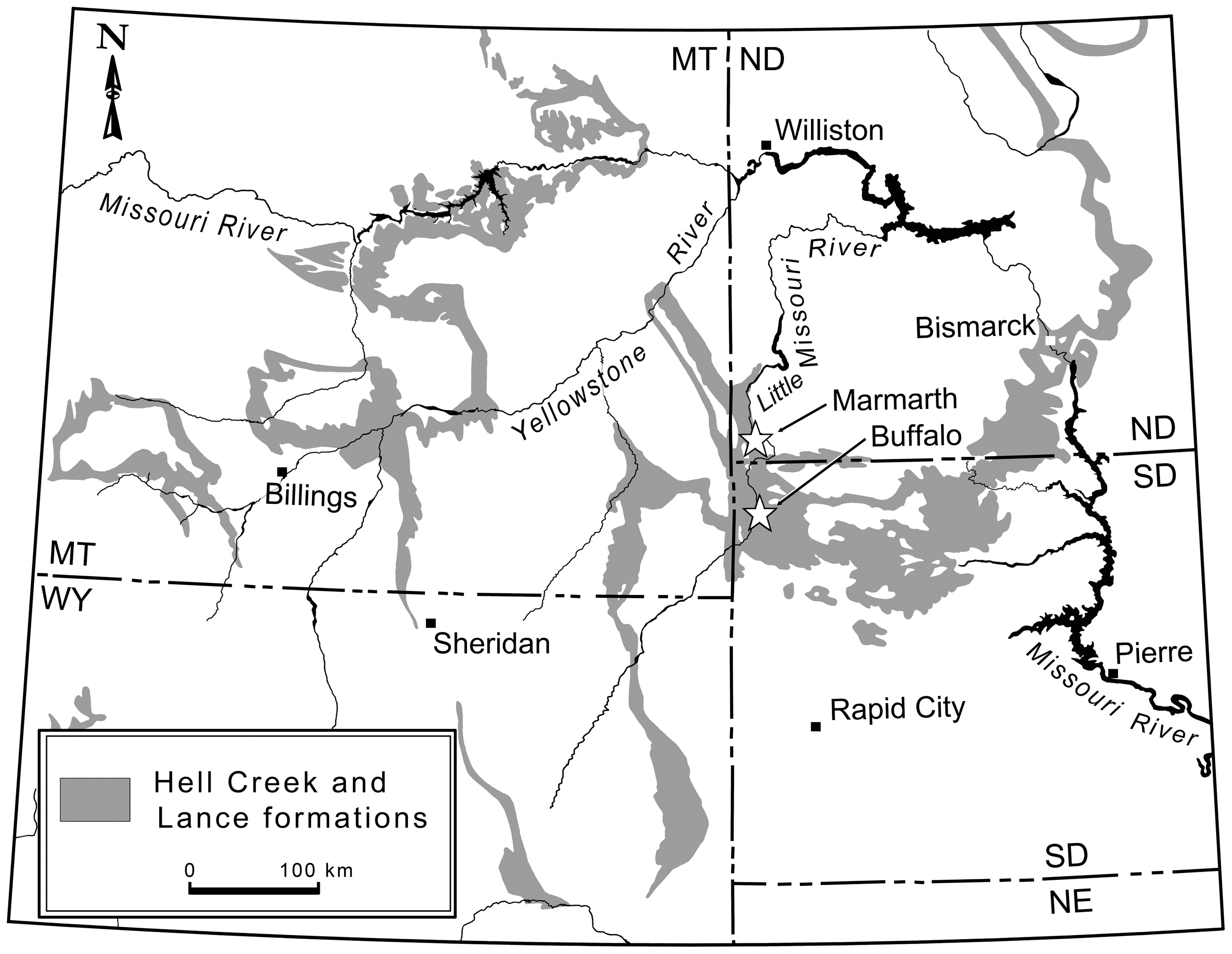
Localización geográfica.

Varios esqueletos grandes del Maastrichtiense tardío de la Formación Hell Creek en Montana y Dakota del Sur fueron inicialmente referidos como "cf. Chirostenotes", aunque los estudios posteriores concluyeron que representaban especies nuevas.
En 1998 Fred Nuss de Nuss Fossils halló dos fósiles cerca de Buffalo (Dakota del Sur). A uno de estos, el espécimen holotipo CM 78000, le fue dado el nombre de especie Anzu wyliei en marzo de 2014. El otro, CM 78001, fue hallado a unos 100 metros de distancia y fue referido a dicha especie. Ambos estaban en general desarticulados y parecen haber sido transportados por una corriente de agua. Un tercer espécimen, el esqueleto fragmentario MRF 319, estudiado por Tyler Lyson del Museo Nacional de Historia Natural, fue descubierto por Scott Haire, quien dio con los huesos en el rancho de su tío en Marmarth (Dakota del Norte). Un fragmento posterior de la mandíbula, FMNH PR 2296, también fue referido al género.
Estos cuatro fósiles hallados en Hell Creek en conjunto componen un esqueleto muy completo de Anzu wyliei, comprendiendo entre el 75 al 80 por ciento de los huesos en total. Tres investigadores, Emma Schachner de la Universidad de Utah, Matthew Lamanna del Museo Carnegie de Historia Natural y Tyler Lyson del Instituto Smithsoniano en Washington se dieron cuenta en 2006 que ellos tenían los esqueletos parciales de una misma especie y empezaron a colaborar para estudiarlo, siendo asistidos por Hans-Dieter Sues, un paleontólogo del Museo Nacional de Historia Natural del Instituto Smithsoniano en Washington. Los fósiles principales son conservados en el Museo Carnegie de Historia Natural en Pittsburgh.

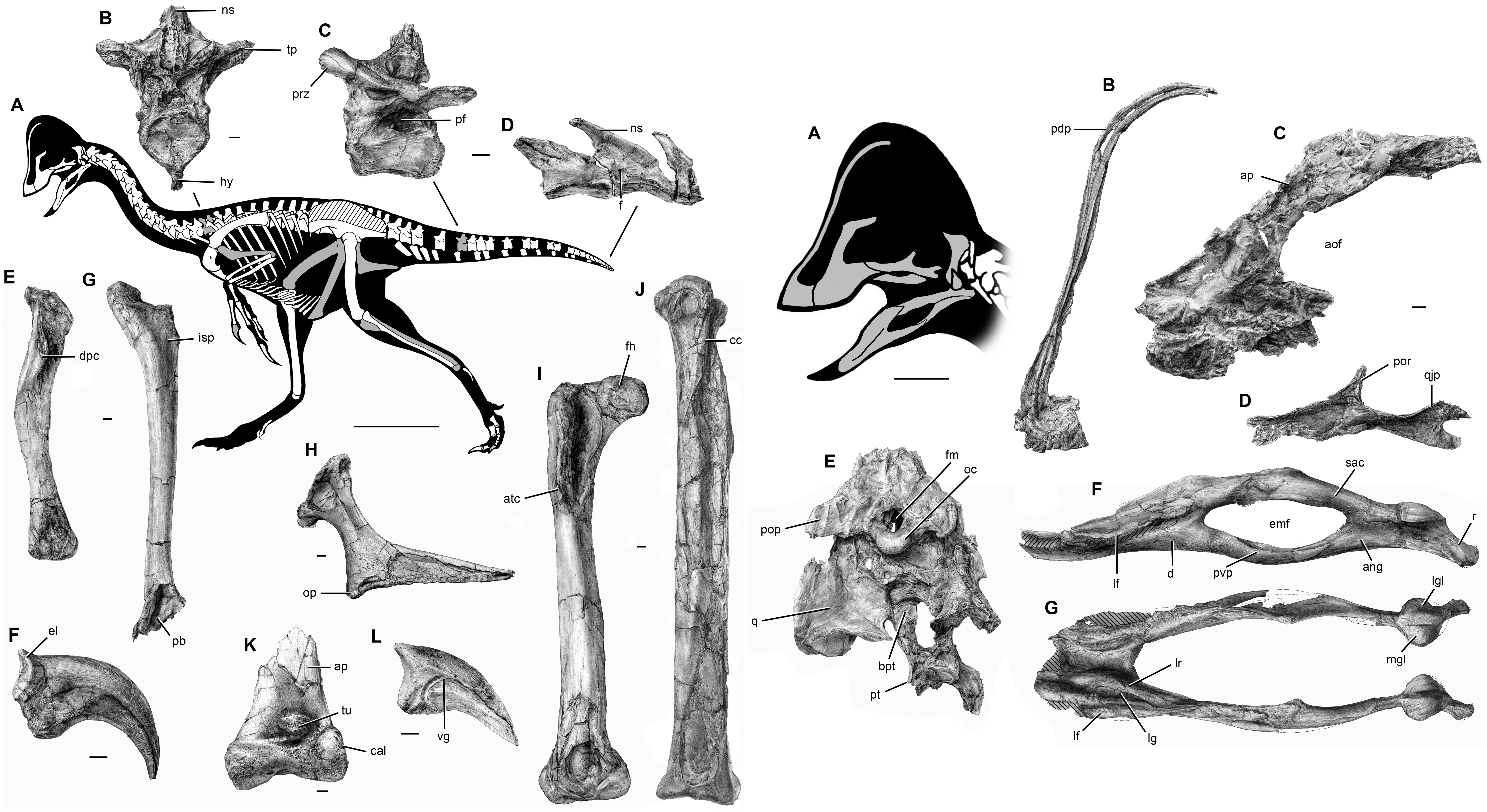
Ilustraciones de elementos seleccionados de los dos especímenes mantenidos en el Museo Carnegie (CM 78000 y CM 78001).

El género es notable por ser el primer ejemplar bien preservado de un ovirraptorosaurio norteamericano. De acuerdo con Sues, "por casi cien años, la presencia de ovirraptorosaurios en Norteamérica fue conocida solo a partir de unas pocas piezas de esqueletos, y los detalles de su apariencia y biología permanecían en el misterio. Con el descubrimiento de A. wyliei, finalmente tenemos la evidencia fósil para mostrar como lucía esta especie y como se relacionaba con otros dinosaurios."
La formidable apariencia de la criatura, "grandes crestas en sus cráneos, un pico, nada de dientes y un esqueleto muy parecido al de un ave," y su descubrimiento en la formación Hell Creek, "cañada del infierno" en inglés, llevaron a que fuera apodado en broma como el "pollo del infierno". Matthew Lamanna, quien ideó el nombre de la especie, originalmente quería usar una versión latina o griega de "pollo del infierno". Sin embargo, él encontró que el apodo no sonaba bien en esos lenguajes, por lo que eventualmente decidió evocar el nombre del demonio emplumado Anzû de la mitología de la antigua Sumeria. El nombre de la especie, wyliei, es en homenaje de Wylie J. Tuttle, el nieto de uno de los donantes del museo, Lee B. Foster.

## Clasificación

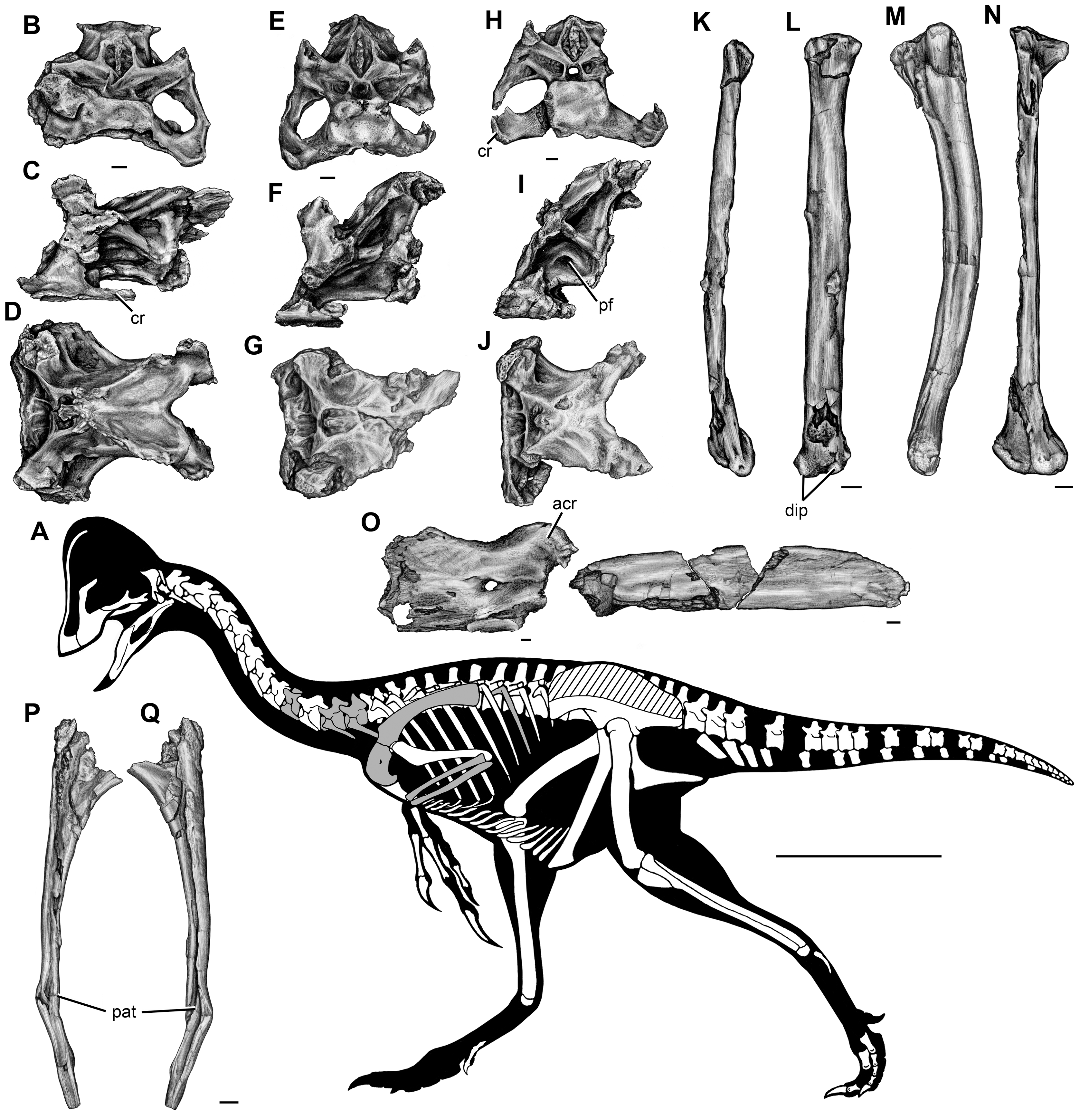
Espécimen referido MRF 319

Anzu fue situado en el grupo Oviraptorosauria, como miembro de la familia Caenagnathidae. Un análisis cladístico mostró que es un posible género hermano de Caenagnathus. Se había esperado que los ovirraptorosaurios hallados en Norteamérica serían similares a los especímenes documentados en Asia, ya que los dos continentes tuvieron una conexión terrestre durante el Cretácico, peo el descubrimiento de Anzu wyliei indica que los ovirraptorosaurios norteamericanos están más emparentados entre sí que con sus contrapartes asiáticas.
|  | "Caenagnathus" sternbergi                                             |
|  |                                                                       |
|  | \| \| Anzu wyliei \| \| \| \| \| \| Caenagnathus collinsi \| \| \| \| |
|  |                                                                       |
|  | Anzu wyliei                                                           |
|  |                                                                       |
|  | Caenagnathus collinsi                                                 |
|  |                                                                       |

|  | Anzu wyliei           |
|  |                       |
|  | Caenagnathus collinsi |
|  |                       |

|  | "Caenagnathus" sternbergi                                             |
|  |                                                                       |
|  | \| \| Anzu wyliei \| \| \| \| \| \| Caenagnathus collinsi \| \| \| \| |
|  |                                                                       |
|  | Anzu wyliei                                                           |
|  |                                                                       |
|  | Caenagnathus collinsi                                                 |
|  |                                                                       |

|  | Anzu wyliei           |
|  |                       |
|  | Caenagnathus collinsi |
|  |                       |

|  | "Caenagnathus" sternbergi                                             |
|  |                                                                       |
|  | \| \| Anzu wyliei \| \| \| \| \| \| Caenagnathus collinsi \| \| \| \| |
|  |                                                                       |
|  | Anzu wyliei                                                           |
|  |                                                                       |
|  | Caenagnathus collinsi                                                 |
|  |                                                                       |

|  | Anzu wyliei           |
|  |                       |
|  | Caenagnathus collinsi |
|  |                       |

|  | "Caenagnathus" sternbergi                                             |
|  |                                                                       |
|  | \| \| Anzu wyliei \| \| \| \| \| \| Caenagnathus collinsi \| \| \| \| |
|  |                                                                       |
|  | Anzu wyliei                                                           |
|  |                                                                       |
|  | Caenagnathus collinsi                                                 |
|  |                                                                       |

|  | Anzu wyliei           |
|  |                       |
|  | Caenagnathus collinsi |
|  |                       |

|  | "Caenagnathus" sternbergi                                             |
|  |                                                                       |
|  | \| \| Anzu wyliei \| \| \| \| \| \| Caenagnathus collinsi \| \| \| \| |
|  |                                                                       |
|  | Anzu wyliei                                                           |
|  |                                                                       |
|  | Caenagnathus collinsi                                                 |
|  |                                                                       |

|  | Anzu wyliei           |
|  |                       |
|  | Caenagnathus collinsi |
|  |                       |

|  | "Caenagnathus" sternbergi                                             |
|  |                                                                       |
|  | \| \| Anzu wyliei \| \| \| \| \| \| Caenagnathus collinsi \| \| \| \| |
|  |                                                                       |
|  | Anzu wyliei                                                           |
|  |                                                                       |
|  | Caenagnathus collinsi                                                 |
|  |                                                                       |

|  | Anzu wyliei           |
|  |                       |
|  | Caenagnathus collinsi |
|  |                       |

|  | "Caenagnathus" sternbergi                                             |
|  |                                                                       |
|  | \| \| Anzu wyliei \| \| \| \| \| \| Caenagnathus collinsi \| \| \| \| |
|  |                                                                       |
|  | Anzu wyliei                                                           |
|  |                                                                       |
|  | Caenagnathus collinsi                                                 |
|  |                                                                       |

|  | Anzu wyliei           |
|  |                       |
|  | Caenagnathus collinsi |
|  |                       |

|  | "Caenagnathus" sternbergi                                             |
|  |                                                                       |
|  | \| \| Anzu wyliei \| \| \| \| \| \| Caenagnathus collinsi \| \| \| \| |
|  |                                                                       |
|  | Anzu wyliei                                                           |
|  |                                                                       |
|  | Caenagnathus collinsi                                                 |
|  |                                                                       |

|  | Anzu wyliei           |
|  |                       |
|  | Caenagnathus collinsi |
|  |                       |

|  | "Caenagnathus" sternbergi                                             |
|  |                                                                       |
|  | \| \| Anzu wyliei \| \| \| \| \| \| Caenagnathus collinsi \| \| \| \| |
|  |                                                                       |
|  | Anzu wyliei                                                           |
|  |                                                                       |
|  | Caenagnathus collinsi                                                 |
|  |                                                                       |

|  | Anzu wyliei           |
|  |                       |
|  | Caenagnathus collinsi |
|  |                       |

|  | "Caenagnathus" sternbergi                                             |
|  |                                                                       |
|  | \| \| Anzu wyliei \| \| \| \| \| \| Caenagnathus collinsi \| \| \| \| |
|  |                                                                       |
|  | Anzu wyliei                                                           |
|  |                                                                       |
|  | Caenagnathus collinsi                                                 |
|  |                                                                       |

|  | Anzu wyliei           |
|  |                       |
|  | Caenagnathus collinsi |
|  |                       |

|  | "Caenagnathus" sternbergi                                             |
|  |                                                                       |
|  | \| \| Anzu wyliei \| \| \| \| \| \| Caenagnathus collinsi \| \| \| \| |
|  |                                                                       |
|  | Anzu wyliei                                                           |
|  |                                                                       |
|  | Caenagnathus collinsi                                                 |
|  |                                                                       |

|  | Anzu wyliei           |
|  |                       |
|  | Caenagnathus collinsi |
|  |                       |

|  | "Caenagnathus" sternbergi                                             |
|  |                                                                       |
|  | \| \| Anzu wyliei \| \| \| \| \| \| Caenagnathus collinsi \| \| \| \| |
|  |                                                                       |
|  | Anzu wyliei                                                           |
|  |                                                                       |
|  | Caenagnathus collinsi                                                 |
|  |                                                                       |

|  | Anzu wyliei           |
|  |                       |
|  | Caenagnathus collinsi |
|  |                       |

|  | "Caenagnathus" sternbergi                                             |
|  |                                                                       |
|  | \| \| Anzu wyliei \| \| \| \| \| \| Caenagnathus collinsi \| \| \| \| |
|  |                                                                       |
|  | Anzu wyliei                                                           |
|  |                                                                       |
|  | Caenagnathus collinsi                                                 |
|  |                                                                       |

|  | Anzu wyliei           |
|  |                       |
|  | Caenagnathus collinsi |
|  |                       |

|  | "Caenagnathus" sternbergi                                             |
|  |                                                                       |
|  | \| \| Anzu wyliei \| \| \| \| \| \| Caenagnathus collinsi \| \| \| \| |
|  |                                                                       |
|  | Anzu wyliei                                                           |
|  |                                                                       |
|  | Caenagnathus collinsi                                                 |
|  |                                                                       |

|  | Anzu wyliei           |
|  |                       |
|  | Caenagnathus collinsi |
|  |                       |

|  | "Caenagnathus" sternbergi                                             |
|  |                                                                       |
|  | \| \| Anzu wyliei \| \| \| \| \| \| Caenagnathus collinsi \| \| \| \| |
|  |                                                                       |
|  | Anzu wyliei                                                           |
|  |                                                                       |
|  | Caenagnathus collinsi                                                 |
|  |                                                                       |

|  | Anzu wyliei           |
|  |                       |
|  | Caenagnathus collinsi |
|  |                       |

|  | "Caenagnathus" sternbergi                                             |
|  |                                                                       |
|  | \| \| Anzu wyliei \| \| \| \| \| \| Caenagnathus collinsi \| \| \| \| |
|  |                                                                       |
|  | Anzu wyliei                                                           |
|  |                                                                       |
|  | Caenagnathus collinsi                                                 |
|  |                                                                       |

|  | Anzu wyliei           |
|  |                       |
|  | Caenagnathus collinsi |
|  |                       |

|  | "Caenagnathus" sternbergi                                             |
|  |                                                                       |
|  | \| \| Anzu wyliei \| \| \| \| \| \| Caenagnathus collinsi \| \| \| \| |
|  |                                                                       |
|  | Anzu wyliei                                                           |
|  |                                                                       |
|  | Caenagnathus collinsi                                                 |
|  |                                                                       |

|  | Anzu wyliei           |
|  |                       |
|  | Caenagnathus collinsi |
|  |                       |

|  | "Caenagnathus" sternbergi                                             |
|  |                                                                       |
|  | \| \| Anzu wyliei \| \| \| \| \| \| Caenagnathus collinsi \| \| \| \| |
|  |                                                                       |
|  | Anzu wyliei                                                           |
|  |                                                                       |
|  | Caenagnathus collinsi                                                 |
|  |                                                                       |

|  | Anzu wyliei           |
|  |                       |
|  | Caenagnathus collinsi |
|  |                       |

|  | "Caenagnathus" sternbergi                                             |
|  |                                                                       |
|  | \| \| Anzu wyliei \| \| \| \| \| \| Caenagnathus collinsi \| \| \| \| |
|  |                                                                       |
|  | Anzu wyliei                                                           |
|  |                                                                       |
|  | Caenagnathus collinsi                                                 |
|  |                                                                       |

|  | Anzu wyliei           |
|  |                       |
|  | Caenagnathus collinsi |
|  |                       |

|  | "Caenagnathus" sternbergi                                             |
|  |                                                                       |
|  | \| \| Anzu wyliei \| \| \| \| \| \| Caenagnathus collinsi \| \| \| \| |
|  |                                                                       |
|  | Anzu wyliei                                                           |
|  |                                                                       |
|  | Caenagnathus collinsi                                                 |
|  |                                                                       |

|  | Anzu wyliei           |
|  |                       |
|  | Caenagnathus collinsi |
|  |                       |

|  | "Caenagnathus" sternbergi                                             |
|  |                                                                       |
|  | \| \| Anzu wyliei \| \| \| \| \| \| Caenagnathus collinsi \| \| \| \| |
|  |                                                                       |
|  | Anzu wyliei                                                           |
|  |                                                                       |
|  | Caenagnathus collinsi                                                 |
|  |                                                                       |

|  | Anzu wyliei           |
|  |                       |
|  | Caenagnathus collinsi |
|  |                       |

|  | "Caenagnathus" sternbergi                                             |
|  |                                                                       |
|  | \| \| Anzu wyliei \| \| \| \| \| \| Caenagnathus collinsi \| \| \| \| |
|  |                                                                       |
|  | Anzu wyliei                                                           |
|  |                                                                       |
|  | Caenagnathus collinsi                                                 |
|  |                                                                       |

|  | Anzu wyliei           |
|  |                       |
|  | Caenagnathus collinsi |
|  |                       |

|  | "Caenagnathus" sternbergi                                             |
|  |                                                                       |
|  | \| \| Anzu wyliei \| \| \| \| \| \| Caenagnathus collinsi \| \| \| \| |
|  |                                                                       |
|  | Anzu wyliei                                                           |
|  |                                                                       |
|  | Caenagnathus collinsi                                                 |
|  |                                                                       |

|  | Anzu wyliei           |
|  |                       |
|  | Caenagnathus collinsi |
|  |                       |

|  | "Caenagnathus" sternbergi                                             |
|  |                                                                       |
|  | \| \| Anzu wyliei \| \| \| \| \| \| Caenagnathus collinsi \| \| \| \| |
|  |                                                                       |
|  | Anzu wyliei                                                           |
|  |                                                                       |
|  | Caenagnathus collinsi                                                 |
|  |                                                                       |

|  | Anzu wyliei           |
|  |                       |
|  | Caenagnathus collinsi |
|  |                       |

|  | "Caenagnathus" sternbergi                                             |
|  |                                                                       |
|  | \| \| Anzu wyliei \| \| \| \| \| \| Caenagnathus collinsi \| \| \| \| |
|  |                                                                       |
|  | Anzu wyliei                                                           |
|  |                                                                       |
|  | Caenagnathus collinsi                                                 |
|  |                                                                       |

|  | Anzu wyliei           |
|  |                       |
|  | Caenagnathus collinsi |
|  |                       |

|  | "Caenagnathus" sternbergi                                             |
|  |                                                                       |
|  | \| \| Anzu wyliei \| \| \| \| \| \| Caenagnathus collinsi \| \| \| \| |
|  |                                                                       |
|  | Anzu wyliei                                                           |
|  |                                                                       |
|  | Caenagnathus collinsi                                                 |
|  |                                                                       |

|  | Anzu wyliei           |
|  |                       |
|  | Caenagnathus collinsi |
|  |                       |

|  | "Caenagnathus" sternbergi                                             |
|  |                                                                       |
|  | \| \| Anzu wyliei \| \| \| \| \| \| Caenagnathus collinsi \| \| \| \| |
|  |                                                                       |
|  | Anzu wyliei                                                           |
|  |                                                                       |
|  | Caenagnathus collinsi                                                 |
|  |                                                                       |

|  | Anzu wyliei           |
|  |                       |
|  | Caenagnathus collinsi |
|  |                       |

|  | "Caenagnathus" sternbergi                                             |
|  |                                                                       |
|  | \| \| Anzu wyliei \| \| \| \| \| \| Caenagnathus collinsi \| \| \| \| |
|  |                                                                       |
|  | Anzu wyliei                                                           |
|  |                                                                       |
|  | Caenagnathus collinsi                                                 |
|  |                                                                       |

|  | Anzu wyliei           |
|  |                       |
|  | Caenagnathus collinsi |
|  |                       |

|  | "Caenagnathus" sternbergi                                             |
|  |                                                                       |
|  | \| \| Anzu wyliei \| \| \| \| \| \| Caenagnathus collinsi \| \| \| \| |
|  |                                                                       |
|  | Anzu wyliei                                                           |
|  |                                                                       |
|  | Caenagnathus collinsi                                                 |
|  |                                                                       |

|  | Anzu wyliei           |
|  |                       |
|  | Caenagnathus collinsi |
|  |                       |

|  | "Caenagnathus" sternbergi                                             |
|  |                                                                       |
|  | \| \| Anzu wyliei \| \| \| \| \| \| Caenagnathus collinsi \| \| \| \| |
|  |                                                                       |
|  | Anzu wyliei                                                           |
|  |                                                                       |
|  | Caenagnathus collinsi                                                 |
|  |                                                                       |

|  | Anzu wyliei           |
|  |                       |
|  | Caenagnathus collinsi |
|  |                       |

|  | "Caenagnathus" sternbergi                                             |
|  |                                                                       |
|  | \| \| Anzu wyliei \| \| \| \| \| \| Caenagnathus collinsi \| \| \| \| |
|  |                                                                       |
|  | Anzu wyliei                                                           |
|  |                                                                       |
|  | Caenagnathus collinsi                                                 |
|  |                                                                       |

|  | Anzu wyliei           |
|  |                       |
|  | Caenagnathus collinsi |
|  |                       |

|  | "Caenagnathus" sternbergi                                             |
|  |                                                                       |
|  | \| \| Anzu wyliei \| \| \| \| \| \| Caenagnathus collinsi \| \| \| \| |
|  |                                                                       |
|  | Anzu wyliei                                                           |
|  |                                                                       |
|  | Caenagnathus collinsi                                                 |
|  |                                                                       |

|  | Anzu wyliei           |
|  |                       |
|  | Caenagnathus collinsi |
|  |                       |

## Paleobiología

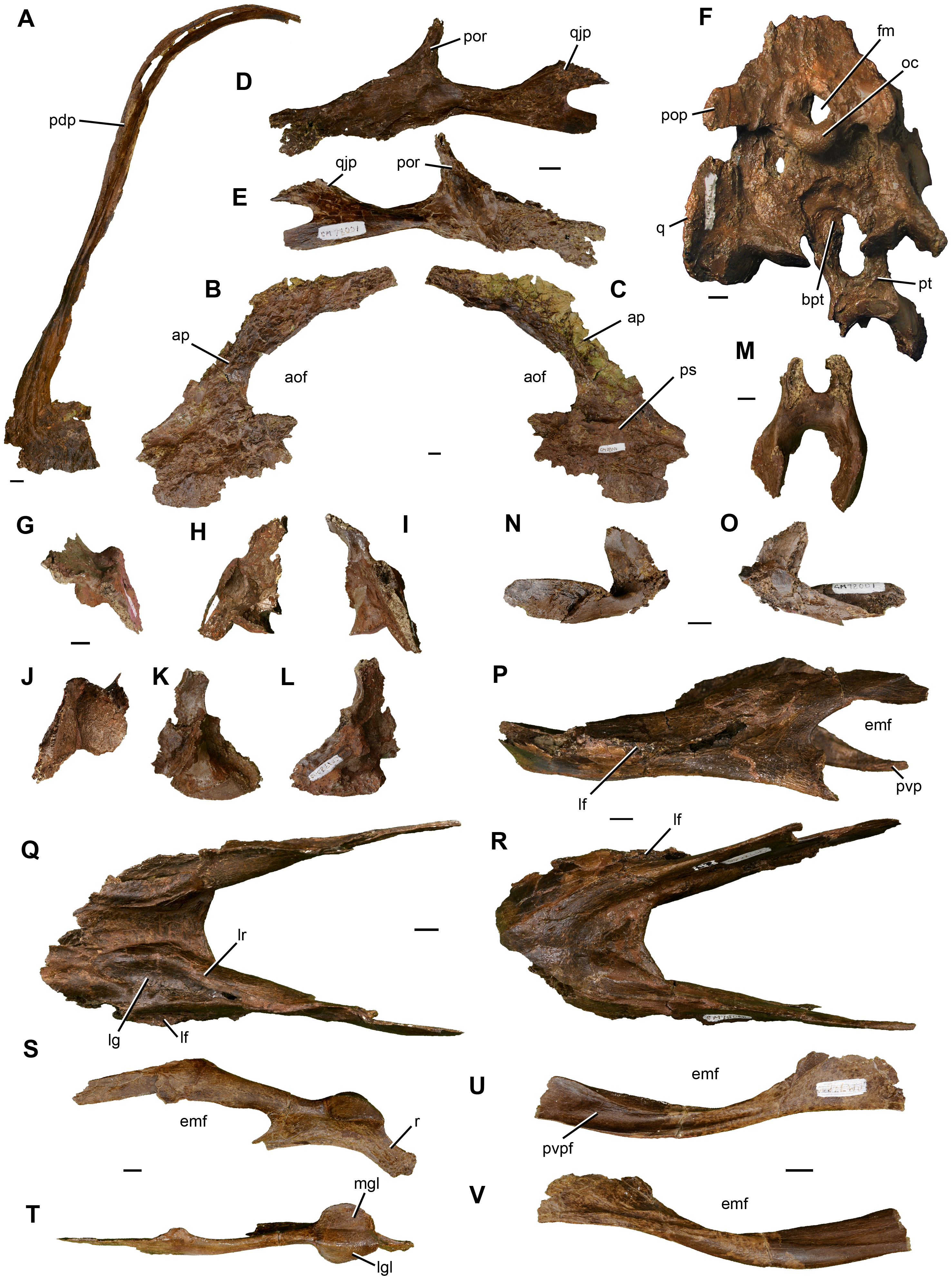
Fotos de los elementos craneales del espécimen del Museo Carnegie.

Anzu era probablemente un omnívoro o un herbívoro, aunque el pico no tenía una constitución tan fuerte como en los ovirraptóridos asiáticos. Otras diferencias con sus primos asiáticos incluyen el tamaño, los ovirraptóridos asiaticois eran mucho menores en general, así como las patas más gruesas y las mandíbulas distintas.
Los fósiles de Anzu wyliei fueron hallados en roca de lodolitas que una vez fue parte de planicies inundables antiguas. Esto indica que la especie probablemente tuvo un estilo de vida significativamente diferente de sus primos asiáticos, los cuales vivían en condiciones áridas o semiáridas. Su estilo de vida, de acuerdo con Stephen Brusatte de la Universidad de Edimburgo, era el de "un generalista ecológico de rápida carrera, que no encajaba muy bien en los moldes usuales del dinosaurio carnívoro o el herbívoro." Su morfología mandibular sugiere que podría comer una gran variedad de alimentos, incluyendo vegetación, animales pequeños, y posiblemente huevos.

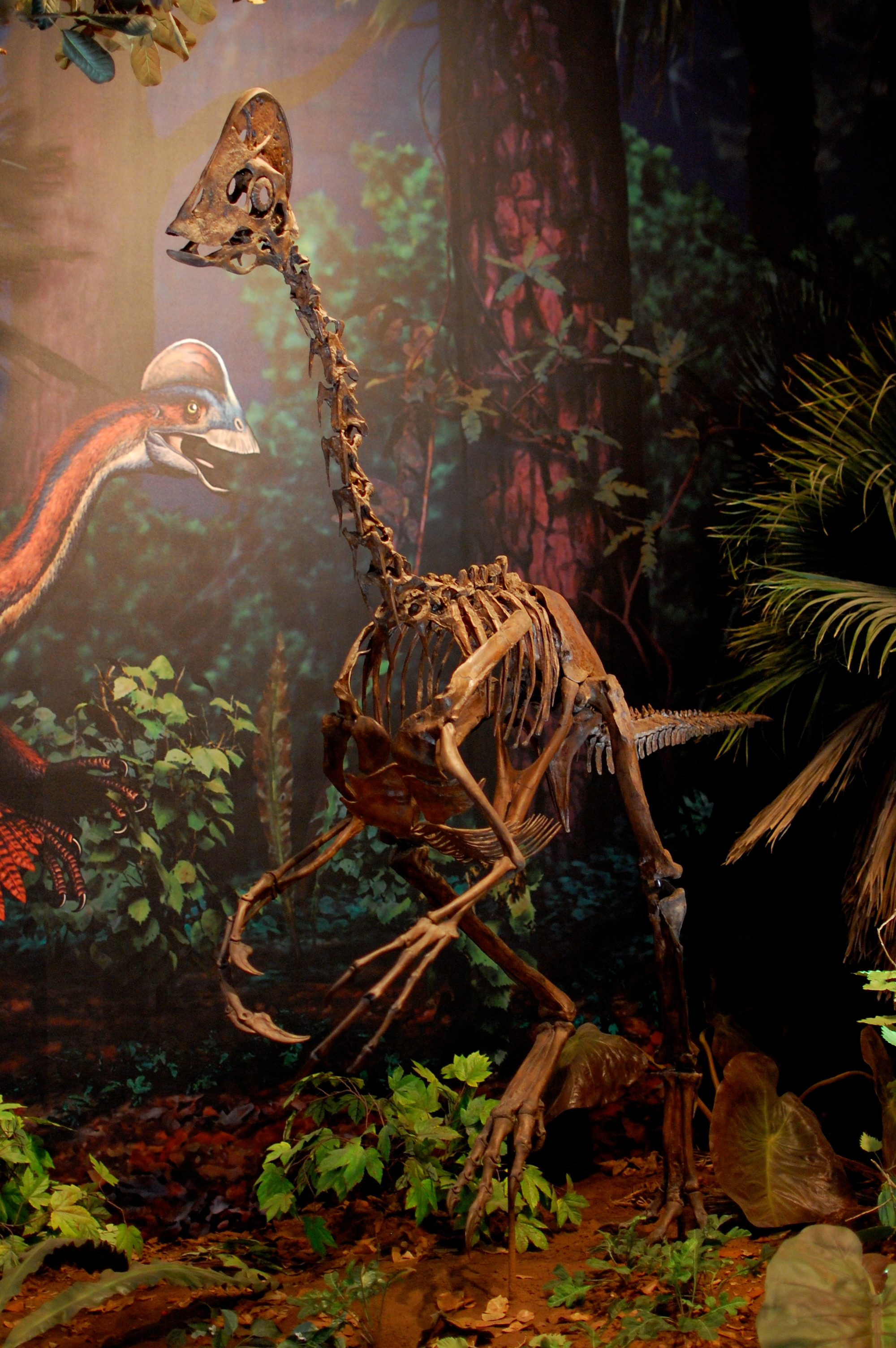
Esqueleto reconstruido, Museo Carnegie de Historia Natural.

Aunque algunas de sus características eran similares a las de las aves modernas, no era un dinosaurio aviano y su linaje murió en la extinción masiva del Cretácico-Terciario hace 66 millones de años, junto con el resto de los dinosaurios no avianos. Sus rasgos parecidos a los de las aves son en cambio un ejemplo de evolución convergente. Matthew Lamanna comenta que "pudo haber tenido un montón de comportamientos avianos. Cuando la gente piensa en un dinosaurio, ellos piensan en algo como un T. rex o un brontosaurio, y cuando piensan en un ave, ellos piensan en algo como un gorrión o un pollo. Este animal, Anzu, tiene un mosaico de rasgos de ambos grupos, y por ello básicamente provee un muy buen vínculo en la cadena evolutiva."
El propósito de la gran cresta de Anzu es incierto; Sues señala que esta "es muy grande y estaba compuesta de huesos delgados como un papel, por lo que no era capaz de soportar mucha tensión. Todos los ovirraptorosaurios tienen esta cresta pero ciertamente la mayor es la de A. wyliei. Su función más probable es la exhibición, mostrándola a los miembros de su propia especie. El casuario australiano tiene una cresta parecida la que se piensa es usada para atraer pareja, entonces es posible que A. wyliei hubiera usado su cresta en una forma similar." Los fósiles muestran evidencias de heridas, incluyendo una costilla rota que sanó y un dedo del pie artrítico que fue probablemente el resultado de un tendón que quedó arrancado del hueso (una fractura de avulsión). No se sabe si esto indica que estos animales luchaban entre sí, o si fueron heridos por depredadores.